# Лицар кубків (фільм)
«Лицар кубків» (англ. Knight of Cups) — американський фентезійний фільм-мелодрама 2015 року, написаний та знятий Терренсом Маліком. Стрічка була знята влітку 2012 року без завершеного сценарію. Наступні два роки фільм провів на стадії постпродакшну. Прем'єра відбулась 8 лютого 2015 року на Берлінському кінофестивалі.
Назва фільму посилається на однойменну карту молодших арканів Таро, де «Лицар» є обличчям карти, як Нижник, Краля або Король, а «Кубок» є мастю, що приблизно прирівнюється до чирви.

## Сюжет
Сценарист Рік, що живе в Лос-Анджелесі, намагається розібратися в дивних подіях, що відбуваються навколо нього. Рік успішний у своїй кар'єрі, але відчуває себе зайвим у цьому житті. Через смерть брата у нього з'являються проблеми у стосунках із батьком, тому більшу частину часу він проводить, кочуючи з однієї богемної вечірки на іншу, при цьому щоразу змінюючи жінок. Жінки відвертають його увагу від щоденного болю, який він повинен терпіти. І кожна зустріч, що трапляється на шляху, наближає його до пошуку свого місця у світі.

## У ролях
- Крістіан Бейл — Рік[5]
- Кейт Бланшетт — Ненсі
- Наталі Портман — Елізабет
- Браян Деннегі — Джозеф
- Антоніо Бандерас — Тоніо
- Фріда Пінто — Гелен
- Веслі Бентлі — Баррі
- Ізабель Лукас — Ізабель
- Тереза Палмер — Карен[6]
- Імоджен Путс — Делла
- Армін Мюллер-Шталь — Цайтлінгер
- Дейн Де Гаан — Пол
- Джейсон Кларк — Джонні
- Джо Манганьєлло — Джо
- Юель Кіннаман — Еррол
- Нік Офферман — Скотт
- Ніккі Вілан — Ніккі
- Катя Вінтер — Кейт
- Томас Леннон — Том
- Шей Віґем — Джим
- Майкл Вінкотт — Герб
- Кевін Корріган — Гас
- Раян О'Ніл — Раян
- Бен Кінґслі — оповідач

## Випуск
Прем'єра фільму відбулась 8 лютого 2015 року в рамках Головного конкурсу на Берлінському кінофестивалі 2015. У США фільм вийшов у прокат 4 березня 2016 року.

## Сприйняття
«Лицар кубків» отримав змішані відгуки від критиків. На вебсайті Rotten Tomatoes фільм має 46 % рейтинг, оснований на 185 рецензіях критиків, а його середній бал становить 5,8/10. На Metacritic фільм отримав 53 балів зі 100, які засновані на 41 рецензії, що означає «змішані або середні відгуки»; оцінка глядачів — 6,3 (на основі оцінок 83 користувачів: 55 % — позитивні оцінки, 20 % — змішані, 24 % — негативні).